# Deuterophlebia mirabilis
Deuterophlebia mirabilis är en tvåvingeart som beskrevs av Edwards 1922. Deuterophlebia mirabilis ingår i släktet Deuterophlebia och familjen Deuterophlebiidae. Inga underarter finns listade i Catalogue of Life.